# Будапештский троллейбус
Будапештский троллейбус — система троллейбусного движения в Будапеште, крупнейшая на территории Венгрии. Нынешняя система запущена 21 декабря 1949 года. Активное развитие получила после Второй мировой войны и нефтяного кризиса 1973 года. По состоянию на май 2021 года действует 15 троллейбусных маршрутов, списочная численность троллейбусов составляет 155 единиц, обслуживаемых в троллейбусном депо Понграц-Кёбанья. Общая протяжённость контактной сети (в однопутном измерении) составляет 75,5 км.
Троллейбусное хозяйство города находится под управлением транспортной компании Budapesti Közlekedési Központ (подразделение BKV Zrt.).

## История

### Первая система (1933—1944)
В 1920-х годах Будапештская столичная транспортная компания (BSzKRt) заключила контракт на строительство трамвайной линии между дорогой Вёрёшвари в Обуде и городским кладбищем. Из-за высоких затрат компания была вынуждена отложить реализацию данного проекта на несколько лет. К 1930 году, в погоне за высокой экономической эффективностью, у компании появились идеи создать более дешевый транспортный сектор: так родился первый план организации троллейбуса в Будапеште. Проект был принят в марте 1933 года, а строительство первой в истории Венгрии троллейбусной линии длиной 2,7 км началось в августе того же года. Запуск первой троллейбусной системы в Будапеште состоялся 16 декабря, для новой линии были поставлены три троллейбуса производства Ganz и MAVAG. Собственного депо у единственной троллейбусной линии в Обуде не было, троллейбусы отстаивались на территории одноименного трамвайного парка. Единственный троллейбусный маршрут первой троллейбусной системы Будапешта дублировал маршрут автобуса № 7, но в 1936 году маршруту был присвоен номер № T (от венг. trolibusz). В ноябре 1941 года Венгрия перешла на правостороннее движение, в течение непродолжительного времени маршрут № Т заменялся автобусом. 21 сентября 1944 года троллейбусное движение в Будапеште прекратилось из-за приближения Красной армии, большая часть контактной сети получила значительные повреждения в результате бомбардировки. До конца декабря 1944 года отмененный маршрут вновь заменялся автобусом, но в начале 1945 года Будапешт был окончательно взят под контроль Красной армии, работа всего городского транспорта приостановилась до окончания войны.
На стороне Буды в силу горного характера местности организация трамвайного движения была невозможна, но в некоторых местах автобусное сообщение работало стабильно. Еще в 1938 году был разработан план создания маршрутной сети из девяти маршрутов, но их организации помешала Вторая мировая война. Проект троллейбусной системы 1938 года включал себя линии, проходящие как в правобережной, так и левобережной части города. Часть некоторых линий впоследствии была построена уже по иным проектам послевоенного времени.

### Вторая система (1949 — настоящее время)

#### Первая концепция развития сети (1949-1963)
Первая троллейбусная система, действовавшая в Обуде на правом берегу Дуная, так и не была восстановлена после войны. 6 августа 1945 года власти Будапешта приступили к проектированию новой троллейбусной сети. Первый план послевоенной троллейбусной сети города включал себя пять маршрутов. Проект включал в себя три независимые троллейбусные сети правобережной Буде:
- Площадь Сена — мост Маргит, Площадь Зигмонда — улица Юрёми;
- Площадь Святого Геллерта — Площадь Кристина, мост Эржебет — улица Неметвёлдьи;
- Междугородняя линия, соединяющая пригород Будакеси с Будапештом.

На рубеже 1948—1949 годов власти Будапешта приняли решение не восстанавливать троллейбусную систему в правобережной Обуде и не объединять её как-либо с отмененной сетью в Буде. Единственная троллейбусная линия, значившаяся в последующих планах, проектировалась в Будакеси. В свете мирового упадка трамвайного транспорта, власти города объявили о ликвидации большей части трамвайных линий в центре с заменой на троллейбусные. В мае 1949 года завершилось строительство первой троллейбусной линии в левобережной части Будапешта, которая прошла от переулка Королевы Елизаветы по улицам Кирали и Надьмезу до площади Кошута Лайоша. Параллельно венгерская делегация была отправлена на переговоры в Москву, где была достигнута договоренность о поставке 26 троллейбусов модели МТБ-82 производства ТМЗ. Пуск новой линии планировался на 7 ноября 1949 года (в 32-ю годовщину Октябрьской революции), но из-за технических проблем, вызванных неблагоприятными погодными условиями, открытие новой троллейбусной системы было отложено. Открытие состоялось 21 декабря 1949 года. Так как открытие троллейбусной системы произошло в день 70-летия Сталина, то первый маршрут получил номер 70. Таким образом, вся нумерация маршрутов в дальнейшем шла, начинаясь от числа 70, а не 1. Несмотря на процесс декоммунизации, этот рудимент сохранился до наших дней.
В последующие годы строились новые линии в направлении к востоку. В частности были проложены линии по улицам Подманицкий и Изабелла, по которым прошли маршруты № 72, 73 и 76, соединившие Западный и Восточный вокзалы Будапешта. В связи с приостановкой строительства второй линии метрополитена и осложнением пассажиропотока на трамвайных линиях, план развития троллейбусной системы был кардинально пересмотрен. Для улучшения транспортного обслуживания и снятия нагрузки с трамвайных линий, была спроектирована радиально-полукольцевая система, осуществляющая подвоз от северных окраин к вокзалам и станциям метро.
Хотя троллейбусная сеть развивалась динамично, в планах города значились еще несколько приоритетных линий, по которым планировалось пустить троллейбус. Одним из них был маршрут № 78 от улицы Нефелейца в Цепеле через мост Губац, Пештершебет, Кёбанья-Кишпешт до стадиона Ференца Пушкаша. План был одобрен городским советом Будапешта в 1954 году. Строительство линии началось во второй половине 1955 года, однако министр транспорта Лайош Бебритш в своем письме от 3 мая подверг данный проект резкой критике, ссылаясь на высокую стоимость его реализации. Кроме того, Министерство транспорта заявило о нерациональности использования троллейбусов на предполагаемом маршруте, предлагая вместо этого пустить автобусы с прицепом, либо объединить автобусные маршруты № 13 и 19 в один. В план строительства были внесены 10 маршрутов, для которых значились линии по трассам:
- Непсингаз — площадь 15 мая — проспект Ракоци — площадь Бошняк;
- Площадь Орци — Восточный вокзал — Западный вокзал — улица Кошут Лайош;
- Переулок Непштадион — Дожа Дьёрдьи — Уйпешт.

В планы 1954 года входило продление троллейбуса № 74 от улицы Баросса до бульвара Кенивес Кальман и Народного парка.
В 1950-е и 1960-е годы трамвайное движение в центре города на большинстве маршрутов было закрыто в пользу расширения троллейбусной сети. Во времена Венгерского восстания 1956 года работа троллейбуса приостановилась, но в следующем году движение было восстановлено.

#### Проект ликвидации (1963-1973)
В 1950-х и 1960-х годах идеи о перепрофилировании пригородных железных дорог в городские вкупе с меньшим количеством транспортных средств на маршрутах стали рассматриваться в качестве плана расширения автобусной сети в ущерб существующей троллейбусной. Будущее самой троллейбусной сети стало неопределенным после 1963 года, когда возобновились работы по строительству второй линии метрополитена. Исследование, подготовленное Будапештским проектно-конструкторским бюро (FŐMTI), показало, что троллейбусные перевозки стали менее прибыльными, чем прежде, поскольку пик развития автобусных перевозок уже смог достичь максимального уровня. Но экологические аспекты не были приняты во внимание в течение этого периода времени. Также серьёзной проблемой было то, что Советский Союз и Чехословакия производили только сочлененные троллейбусы с длительным сроком эксплуатации. Концепция развития столицы 1965 года, предусматривающая покупку 200 автобусов (по одной сотне одиночных и сочлененных машин) рассчитывала к 1966 году заменить все троллейбусы на существующих маршрутах. С учетом развития потребностей в последующем предполагалось сокращение троллейбусной сети после 1970 года. В письме от 10 февраля 1967 года Управление транспорта рассмотрела возражения, связанные с отсутствием экономических расчетов относительно эксплуатации автобусов на маршруте № 79. Весной бюро подготовило полностью переработанный сценарий, запланированный для программы предложения «Обзор транспортной политики технического обслуживания и замены троллейбусов». Новое исследование началось 30 мая 1967 года с участием всех подразделений транспортного управления: экономическое отделение должно было сравнить затраты на эксплуатацию троллейбусов и автобусов, в то время как департамент технического развития разработал план развития маршрутной сети с учетом эксплуатационных характеристик, перспективных планов и интересов городской политики. В ходе исследования было установлено, что большая часть троллейбусной сети пригодна для замены автобусным и трамвайным транспортом, но при этом оставалось проблемной судьба маршрута № 75, для которого подходила лишь работа автобусов особо большого класса либо трамвайных СМЕ. Департамент дорожного движения разработал три сценария для замены троллейбуса:
- Первый вариант предполагал полное сохранение трасс маршрутов № 70, 71, 73, 76 и 78, обслуживаемых новыми троллейбусами ЗиУ-5, а маршруты № 72, 75 и 79 планировалось перевести на сочлененные троллейбусы;
- Второй вариант отличался единовременной ликвидацией большей части троллейбусной системы, с организацией паркового маршрута улица Сазадош - улица Керепеши - улица Вершены - проспект Дьёрдя Дожи - улица Гарай. Автобусные маршруты № 72, 74, 75 и 79 предполагались к замене трамвайными;
- Третий вариант предполагал поэтапное закрытие всех маршрутов по ходу списания троллейбусов ЗиУ-5, часть автобусных маршрутов должна была быть заменена трамваем.

25 сентября 1968 года BKV и Департамент транспорта опубликовали исследовательскую работу под названием «Проблемы и предложения троллейбусного транспорта в Будапеште». Согласно плану, в 1969 году троллейбусы маршрутов № 74 и 75 предполагалось укоротить до бульвара Хунгария, а в 1970-м заменить автобусом маршруты, следующие до улицы Барошш. Остальные маршруты (№ 70, 71, 72, 73, 76, 78, 79) предполагалось оставить в троллейбусном исполнении до 1980 года. Также планировалось введение разных тарифов оплаты проезда для троллейбусных маршрутов, параллельно переводимых на автобусные: цена проезда в троллейбусе оценивалась в 1 форинт, а в автобусе - 1,50 форинтов. Троллейбусное депо Понграц планировалось перепрофилировать под автобусный парк. В 1971 году Будапешт проявил интерес к проектировавшемуся Заводом имени Урицкого сочлененного троллейбуса ЗиУ-10, который BKV стала рассматривать как приоритетную замену устаревшим Ikarus 60TCS. В 1973-1974 годах в Будапеште прошли испытания два троллейбуса ЗиУ-682В, поставка которых осуществилась лишь в 1976-1977 годах (поставлены как ЗиУ-682УВ).
Сохранение троллейбусной сети стало очевидным фактом после отмены 74-го маршрута 2 декабря 1973 года, который был заменен автобусом № 9Y.

#### Вторая концепция развития сети (1973-1983)
В сентябре 1974 года на совещании BKV и Департамента транспорта предложение о ликвидации троллейбусной сети было пересмотрено на фоне развившегося нефтяного кризиса 1973 года, вместо этого объявлено о сохранении всей сети в полном объеме и строительстве новых линий. Согласно новому пакету предложений, планировалась продление трамвайного маршрута № 15 в Уйлипотварош и пригородные Будаёрш и Надьтетени, а также замена троллейбусами некоторых автобусных маршрутов на острове Маргит (№ 26), а также в Пеште (№ 15) и Буде (№ 11, 22 и 91). Впоследствии об этих планах забыли, но вскоре появились проектные предложения относительно создания новой троллейбусной сети в Уйпеште, которая включала в себя замену троллейбусами автобусные маршруты № 20, 30, 47, 47A, 96, 96А и ликвидацию трамвайных маршрутов № 8 и 10. Однако и эти планы не оказались реализованными.
С 1974 года планировалась замена троллейбусной линией трамвайного маршрута № 58, который по причине морального износа путей подлежал закрытию. Вместо обещанного троллейбуса в 1977 году был запущен автобус № 58V, дублировавший отмененный трамвай. К началу 1980-х строительство троллейбусной линии в Зуглигет было окончательно отменено, а автобусный маршрут получил постоянный номер № 158. В силу горного характера местности на маршруте предполагалась работа экспортной «горной» модификации ЗиУ-682УВ1, а парком обслуживания данного маршрута — трамвайное депо Сепилона.
Тем не менее, реализовать второе расширение сети удалось благодаря постройке троллейбусной линии по эстакаде улицы Качох Понграц. В апреле 1977 года состоялся запуск новой версии 74-го маршрута от парка Чакторнья до бульвара Карла, а 1 мая троллейбус № 72 заменил автобусный маршрут № 25V, запущенный в 1972 году после закрытия трамвая № 25.
4 апреля 1979 года открыт маршрут троллейбуса № 80, заменивший в этом месте автобус № 19, а 27 августа — троллейбус № 81, заменивший автобусы № 131 и 139. 3 января 1980 года состоялся запуск маршрута № 82, соединивший площади Вождя Эрша и Лумумба. Троллейбус № 82 заменил сразу три автобусных маршрута (№ 75, 77 и 64V), один из которых работал с октября прошлого года после отмены трамвая № 64.
В дополнение к новой линии в Зугло, троллейбусное движение развивалось и на существующей сети в центре города. План развития 1974 года предусматривал продление маршрутов № 72 и 73 до улицы Яноша Араня с одновременной отменой автобуса № 15V, запущенный несколькими месяцами ранее после отмены трамвая № 15. В 1981 году троллейбусы № 72 и 73 были продлены. В 1983 году троллейбусное движение на улицу Барошш было возвращено запуском маршрута № 83, отчасти повторяющего ранний маршрут № 74. В дальнейшем планировалось расширение сети в Зугло, к замене троллейбусом предлагались автобусные маршруты № 31, 33 и 89. В силу схожей трассы следования автобусов № 33 и 89 между площадью Барошша и улицей Драва, их перевод в троллейбусное исполнение не представлялся возможным из-за дефицита машин.
В этот период, параллельно с поставкой советских троллейбусов ЗиУ-682УВ, в город начали поступать отечественные троллейбусы, спроектированные на базе популярной сочленённой модели автобуса Ikarus 280 (модификация Ikarus 280.91). К началу 1980-х годов прекратилась эксплуатация моделей ЗиУ-5Д.

#### Текущая ситуация (с 1983)
Троллейбусная сеть Будапешта не претерпевала существенных изменений с начала 1980-х годов. В 1990-х троллейбусный парк города состоял из морально устаревших моделей ЗиУ-682УВ и Ikarus 280.91. Параллельно в парк поступала новая модификация Ikarus 280.94, вскоре заменившая Ikarus 280.91. Еще в конце 1980-х интервалы движения на некоторых маршрутах стали постепенно увеличиваться после отставления от работы троллейбусов ЗиУ-682УВ первых партий поставок. В 1993 году BKV принял решение о замене части списываемого троллейбусного парка закупкой мелкосерийной партии сочленённых троллейбусов на базе новой модели автобуса Ikarus 435. Поставка троллейбусов модификации Ikarus 435.81 осуществилась в 1994—1996 годах, однако этого оказалось недостаточным для восполнения дефицита ввиду продолжающегося списания советских троллейбусов. По этой причине в 1999 и 2001 году маршруты № 82, 72 и 70 были переведены с тактового расписания на обычное. В 2002 году город получил 15 новых троллейбусов модели Ikarus 412.81, а также состоялось незначительное расширение сети по вновь построенной линии до больницы на улице Ужоки (маршрут № 82). В середине 2000-х состоялась поставка 16 экземпляров Solaris Trollino 12 второго поколения, параллельно продолжилось списание троллейбусов модели ЗиУ-682УВ. В 2008 году маршрут № 80 продлен до площади Вождя Эрша, а маршруты № 75 и 79 были перенаправлены в Уйлипотварош.
3 июня 2013 года состоялся перезапуск маршрута № 79 с продлением в Визафого, на маршрут вышли троллейбусы Solaris Trollino II 12, прошедшие модернизацию с установкой литий-ионных аккумуляторов на ремонтном заводе BKV Zrt. Маршрут № 79 стал первым в истории будапештского троллейбуса, обслуживаемый электробусами с динамической подзарядкой. В 2017 и 2018 году, в экспериментальном режиме осуществлялась работа троллейбусов с УАХ на маршрутах № 72 и 73, трасса которых между улицами Яноша Араня и площадью Кальвина была изменена для их работы на улицах, над которыми не проходит контактная сеть. Во время трехкратного закрытия станции метро площадь Лайоша Кошута в августе 2018 года была организована работа компенсационного троллейбуса № M2A, соединивший закрытую станцию метро с площадью Ференца Деака; маршрут обслуживался электробусами с динамической подзарядкой. 17 ноября 2018 года начал свою работу маршрут троллейбуса № City, соединяющий площади Фёвам и Лехель, и работающий в качестве подстраховки к автобусам № 15 и 115. Маршрут № City обслуживается исключительно электробусами с динамической подзарядкой, а его работа ограничена субботними и праздничными днями.
В январе 2011 года СМИ сообщили о планах независимых инвесторов построить частную троллейбусную сеть в Буде. Заявлялось о намерении построить линии в районах Нормафа, Швабхедь, Зуглигет, Тёрёквес и на острове Магрит, но ни один из планов не был реализован. В 2012 году Будапештский транспортный центр опубликовал исследование на тему развития троллейбусного движения в нескольких районах, согласно которому предлагается развитие четырёх новых направлений: маршруты № 74 и 83 будут продлены до площади Ференца Деака (а последний, кроме того, до железнодорожной станции Кёбанья-Альшо), маршрут № 77 планируется к продлению от стадиона Ференца Пушкаша до Восточного вокзала. Помимо этого план предусматривает продление маршрута № 82 до станции метро Проспект Мексики (с отменой движения до больницы на улице Ужоки), а также восстановление троллейбусного движения по улицам Шамуэля Диосеги  и Эльнёк (до Народного парка).

## Подвижной состав
По состоянию на начало 2019 года подвижной состав будапештского троллейбуса состоял из 138 машин. Большая их часть — троллейбусы Ikarus-280T (модификация Ikarus-280.94), а также Solaris Trollino 12 и Solaris Trollino 18 (часть из них работает в режиме электробуса с динамической подзарядкой). Незначительную часть парка составляют также троллейбусы Gräf & Stift NGE152, Ikarus-412T и Ikarus-435T, а также мелкосерийные и опытные Ikarus-411T и Ikarus-412GT. Все 16 маршрутов троллейбуса обслуживаются единственным депо Понграц-Кёбанья, расположенном на юго-востоке Будапешта.
Основу парка довоенной троллейбусной системы Будапешта составляли машины производства Ganz и MÁVAG-Boveri. После открытия второй системы парк троллейбусов состоял из советских троллейбусов МТБ-82 и отечественных венгерских Ikarus-60T и Ikarus-60TCS. В середине 1960-х основу парка составляли троллейбусы ЗиУ-5. В 1970-х годах троллейбусы ЗиУ-5 заменили ЗиУ-682УВ. С 1975 началась эксплуатация отечественных троллейбусов Ikarus 280T, основу парка пополнили модификации Ikarus 280.91, а с 1985 — Ikarus 280.94. К концу 1990-х годов троллейбусный парк Будапешта устарел, большая часть троллейбусов модификации ЗиУ-682УВ была списана. Поставка новых троллейбусов производства Ikarus продолжалась вплоть до закрытия основного предприятия в 2003 году. В 2004—2015 годах в Будапешт прибыло, в общей сложности, 52 польских троллейбуса семейства Solaris Trollino, которые наряду с Ikarus-412T окончательно вытеснили с маршрутов старые ЗиУ-682УВ.
В конце 2018 года началась поставка троллейбусов Solaris Trollino IV 12 и Solaris Trollino IV 18. К началу 2020 года планируется полный вывод из эксплуатации троллейбусов Ikarus-280.94 и Ikarus-435.81.

## Маршрутная сеть

### Действующие маршруты
| №   | Трасса следования                                       | Примечания                     |
| --- | ------------------------------------------------------- | ------------------------------ |
| 70  | Erzsébet királyné útja, aluljáró ‹› Kossuth Lajos tér M |                                |
| 72  | Zugló vasútállomás ‹› Orczy tér                         | Используется автономный ход    |
| 73  | Keleti pályaudvar M ‹› Nyugati pályaudvar M             | Используется автономный ход    |
| 74  | Csáktornya park ‹› Károly körút (Astoria M)             |                                |
| 74A | Csáktornya park ‹› Mexikói út M                         | Только в рабочие дни           |
| 75  | Puskás Ferenc Stadion M ‹› Jászai Mari tér              |                                |
| 76  | Keleti pályaudvar M ‹› Jászai Mari tér                  |                                |
| 77  | Puskás Ferenc Stadion M ‹› Öv utca / Egressy út         |                                |
| 78  | Keleti pályaudvar M (Garay utca) ‹› Kossuth Lajos tér M |                                |
| 79  | Keleti pályaudvar M ‹› Dagály utcai lakótelep           |                                |
| 80  | Örs vezér tere M+H ‹› Keleti pályaudvar M               |                                |
| 81  | Fischer István utca › Örs vezér tere M+H                | Несколько рейсов в рабочие дни |
| 82  | Örs vezér tere M+H ‹› Mexikói út M                      | Используется автономный ход    |
| 82A | Örs vezér tere M+H ‹› Uzsoki Utcai Kórház               | Кроме воскресений              |
| 83  | Népliget M ‹› Fővám tér M                               | Используется автономный ход    |

### Закрытые маршруты
| №     | Трасса следования                                        | Время работы                                                     | Примечания |
| ----- | -------------------------------------------------------- | ---------------------------------------------------------------- | --- |
| 7     | Проспект Вёрёшвари — Кладбище Обуда                      | 1933—1936                                                        | В 1936 году перенумерован в № Т.                                                                                  |
| 70A   | Площадь Кошута Лайоша— Улица Муран                       | 1953—1956                                                        | |
| 71    | Площадь Маркса — Больница ВГЖД                           | 1957—1979                                                        | |
| 74    | Улица Курия — Площадь Орци                               | 1953—1973                                                        | До 1961 года следовал до Площади 15 марта, в 1964 году продлен до улицы Ирани.                                    |
| 74A   | Площадь Орци — Площадь Кальвина                          | 1954—1955                                                        | 28 февраля 1955 года перенумерован в № 77.                                                                        |
| 74B   | Проспект Вёрёшвари — Королевский бульвар (метро Астория) | «Новогодний маршрут». Работал с 13 декабря 2015 по 6 января 2016 | Обслуживался одной машиной, украшенной гирляндой.                                                                 |
| 75A   | Народный стадион — Народный парк                         | 1993—1995                                                        | Временный маршрут на период отмены трамвая № 1.                                                                   |
| 77    | Площадь Кальвина — Площадь Орци                          | 1955—1963                                                        | |
| 78    | Улица Дожа Дьёрдь — Улица Алпар / Улица Черхат           | 1955—1956                                                        | |
| 80-81 | Площадь Барошш, Восточный вокзал — Площадь Вождя Эрша    | 2004 2005 2007                                                   | Компенсационный маршрут на период закрытия участка второй линии метро Площадь Ференца Деака — Площадь Вождя Эрша. |
| 89    | Площадь Кальвина — Площадь Орци                          | 2007—2010                                                        | Компенсанционный маршрут на период отмены троллейбуса № 83.                                                       |
| T     | Проспект Вёрёшвари — Кладбище Обуда                      | 1936—1944                                                        | Перенумерован из № 7. Работал до 21 сентября 1944 года.                                                           |
| City  | Площадь Фёвам — Площадь Лехеля                           | 2018—2020                                                        | Экспериментальный маршрут, обслуживавшийся электробусами с динамической подзарядкой.                              |